# Lista das lanchas baleeiras dos Açores
A lista das lanchas baleeiras dos Açores, respeita a todos as lanchas que existiram durante a baleação açoriana. Inclui-se nela as lanchas CLASSIFICADAS como Património Baleeiro, reconhecidas por despacho nº1990/2012 de 24 de Dezembro da Secretaria Regional da Educação, Ciência e Cultura.(Jornal Oficial II Série Nº 248 de 24 de dezembro de 2012).
| ILHA DE SANTA MARIA                                   | ILHA DE SANTA MARIA                                   | ILHA DE SANTA MARIA                                   | ILHA DE SANTA MARIA | ILHA DE SANTA MARIA                                                 | ILHA DE SANTA MARIA                                   | ILHA DE SANTA MARIA                                   |
| Concelho de Vila do Porto Freguesia de Santo Espírito | Concelho de Vila do Porto Freguesia de Santo Espírito | Concelho de Vila do Porto Freguesia de Santo Espírito | Concelho de Vila do Porto Freguesia de Santo Espírito | Concelho de Vila do Porto Freguesia de Santo Espírito               | Concelho de Vila do Porto Freguesia de Santo Espírito | Concelho de Vila do Porto Freguesia de Santo Espírito |
| Nome                                                  | Matrícula                                             | Armador                                               | História | Proprietário atual                                                  | Fotografia                                            |                                                       |
| ----------------------------------------------------- | ----------------------------------------------------- | ----------------------------------------------------- | --- | ------------------------------------------------------------------- | ----------------------------------------------------- | ----------------------------------------------------- |
| DONNA                                                 | VP-32-B                                               | Companhia Balieira Mariense                           | Mandado construir por duzentos e quarenta mil escudos a João Basílio da Silva, foi registado na Capitania do Porto de Vila do Porto a 2 julho 1947. Destinado a auxiliar, reboques da pesca de cetáceos, motorizado com um KERMATH-84HP-GASOIL, tend sido averbado EM 1949 a montagem de um equipamento de rádiotelefonia da marca "ZENITH" tipo MRII de 10Watt, com o indicativo de chamada "CSVX". Caraterísticas: Tonelagem bruta: 8,003t; comprimento: 11,61mts; boca: 2,44mts; pontal: 1,13mts. Pagou de registos a quantia de vinte escudos. Foi destruída por um temporal de 27 para 28 de fevereiro de 1952. |                                                                     |                                                       |                                                       |
| CAGARRA 1ª                                            | VP-34-C                                               | Companhia Balieira Mariense                           | Foi a primeira lancha da Companhia Balieira Mariense adquirido em 1939, registada a vinte de abril. Foi comprada a António Tavares de Melo em São Roque do Pico. Destinada ao serviço da pesca da baleia, possuía um registo inicial VP.Nº.59P.C., foi averbado um motor da marca "GRAY 80HP". Caraterísticas: Tonelagem bruta: 3,909t; comprimento: 9,14mts; boca: 1,88mts; pontal: 0,91mts. Pagou de registos a quantia de doze escudos. Em 1973 é adquirida por Humberto Damião de Medeiros Dias (foi gerente da sociedade), pela quantia de mil seiscentos e cinquenta escudos, no entanto apodreceu algures na ilha. |                                                                     |                                                       |                                                       |
| SÃO PEDRO                                             | VP-21-C                                               | Companhia Balieira Mariense                           | Adquirida em 1940 pela Companhia Balieira Mariense, por sua conta e ordem a Manuel Soares de Chaves por onze mil escudos, foi registada a 28 de março 1941 na Delegação Marítima de Vila do Porto, com um registo inicial VP.41.P.C. Destinava-se á pesca costeira, com um motor diesel. Caraterísticas: Tonelagem bruta: 16,335; comprimento: 12,10mts; boca: 3,60mts; pontal: 1,50mts. Pagou de registos a quantia de quarenta e cinco escudos e cinquenta centavos. Foi destruída por um temporal no porto do Castelo em 2 de março 1947. |                                                                     |                                                       |                                                       |
| NOSSA SENHORA DOS ANJOS                               | VP-32-B                                               | Companhia Balieira Mariense                           | Foi adquirida em 1952 a João Basílio da Silva residente em Ponta Delgada, mas no ano seguinte (10 janeiro 1953) foi vendida para a União das Armações Baleeiras de São Miguel, Lda. Destinava-se a substituir a lancha Donna, atribuído o mesmo registo, Construída através da União, cujo custo foi calculado entre os 70/75 contos. foi para Santa Maria, no entanto, sofreu desde o início, vários problemas mecânicos. A gerência da Companhia Baleeira Mariense ficou bastante desanimada e com o pressentimento que a União os tinha enganado. Para não haver dúvidas sobre este assunto, a União pediu a sua devolução e reembolsou a Companhia Baleeira Mariense, a importância recebida por inteiro. A lancha “Senhora dos Anjos”, em Setembro faz parte da frota da União (São Miguel). Destinava-se á pesca da baleia, com um motor PERKINS 120HP. |                                                                     |                                                       |                                                       |
| DONNA II                                              | VP-32-B                                               | Companhia Balieira Mariense                           | Mandada construir pela Companhia Balieira Mariense a João Basílio da Silva, pela quantia de trinta e cinco mil escudos, foi registada na Capitania do Porto de Vila do Porto a 5 de setembro de 1953, utilizou o registo da anterior "DONNA" que operou na mesma Companhia Baleeira Mariense de 1947 a 1952. Destinada a auxiliar e reboque da pesca da baleia, foi averbado um motor da marca "KERMATH-84HP-GASOIL", da anterior embarcação, substituído posteriormente por um "GM 165HP". Caraterísticas: Tonelagem bruta: 6,070t; comprimento: 10,83mts; boca: 2,70mts; pontal: 0,94mts. Pagou de registos a quantia de vinte escudos. foi adquirida em 1973 por Óscar Monteiro de Mederos Arruda (foi gerente da CBM) por doze mil quinhentos e dez escudos, foi desmotorizada em 1982, no entanto apodreceu no lugar Casal, na Avenida de Santa Maria. |                                                                     |                                                       |                                                       |
| RAINHA DOS AÇORES                                     | VP-44-B                                               | Companhia Balieira Mariense                           | A maior e mais potente de todas as que operaram na Companhia Balieira Mariense. Foi comprada em junho de 1955 a Álvaro Soares de Barros (natural de Sta. Maria), pela quantia de trezentos mil escudos (Registo provisório por falta de escritura pública de venda). Destinada a apoio e reboque de baleias e de cetáceos, foi averbada com dois motor da marca "REV WONG 100HP cada". Caraterísticas: Tonelagem bruta: 12,60t; comprimento: 12mts; boca: 3mts; pontal: 1,40mts. Pagou de registos a quantia de vinte e três escudos. Foi vendida a 20 de março de 1963 às messes do Aeroporto de Santa Maria por quinze mil escudos. A 8 de Setembro de 1965 passa a propriedade do Aeroporto de Santa Maria, Direcção Geral da Aeronáutica Civil, para o serviço de busca e salvamento no Aeroporto. Averbado 2 de novembro de 1983 a favor da ANA-EP continuando ao serviço do Aeroporto de Santa Maria, nessa época foi ainda utilizada para cruzeiros turísticos à volta da ilha e ás Formigas. Finalmente passou a propriedade do Governo Regional dos Açores por averbamento de 2 de abril de 1984, tendo apodrecido e desmantelada. |                                                                     |                                                       |                                                       |
| CAGARRA 2ª                                            | VP.nº60P.L.                                           | Companhia Balieira Mariense                           | Construída para Companhia Balieira Mariense a por António de Medeiros Rêgo em 1938 pela quantia de trezentos e vinte escudos, foi registada na Delegação Marítima de Vila do Porto a 6 de maio de 1939. Destinada à pesca local. Caraterísticas: Tonelagem bruta: 0,408t; comprimento: 3,30mts; boca: 1,10mts; pontal: 0,45mts. Pagou de registos a quantia de quinze escudos. |                                                                     |                                                       |                                                       |
| 15 DE AGOSTO                                          | VP-7-TL                                               | Companhia Balieira Mariense                           | Mandada construir pela Companhia Balieira Mariense, conforme consta na licença de construção, foi executada pelo carpinteiro calafate José Cabral de Resendes, de Vila do Porto, por seis mil escudos e destinada a tráfego local. Caraterísticas: Tonelagem bruta: 7,645t; comprimento: 9,60mts; boca: 2,77mts; pontal: 1,15mts. Pagou de registos a quantia de doze escudos. |                                                                     |                                                       |                                                       |
| ILHA DE SÃO MIGUEL                                    |                                                       |                                                       | |                                                                     |                                                       |                                                       |
| Concelho de Ponta Delgada                             |                                                       |                                                       | |                                                                     |                                                       |                                                       |
| Nome                                                  | Matrícula                                             | Armador                                               | História | Proprietário atual                                                  | Fotografia                                            |                                                       |
| BOA NOVA                                              |                                                       | União das Armações Baleeiras de São Miguel, Lda.      | Construída em 1926. |                                                                     |                                                       |                                                       |
| CAPELAS                                               |                                                       | União das Armações Baleeiras de São Miguel, Lda.      | Construída em 1930. |                                                                     |                                                       |                                                       |
| VEDETA                                                |                                                       | União das Armações Baleeiras de São Miguel, Lda.      | Data de construção: 1941. A 9 de Abril de 1946 foi colocada à venda pela Royal Air Force (RAF) e adquirida pela UABSM.com telefonia, movidas a 3 motores diesel Perkins 100 cavalos.comprou pelo valor de 250 contos.Características deste barco. Comprimento: 18,24 m Boca: 4.20 m Pontal: 1,85. Feito em madeira em 1942, com 3 motores |                                                                     |                                                       |                                                       |
| EMÍLIA                                                | PD-310-B                                              | Armação Baleeira Espírito Santo, Lda.                 | Pertencia à Armação Baleeira Espírito Santo, Lda. Já não existia em 1949. De ferro, inglesa. |                                                                     |                                                       |                                                       |
| GRAMPA                                                |                                                       | União das Armações Baleeiras de São Miguel, Lda.      | |                                                                     |                                                       |                                                       |
| MOSTEIROS                                             |                                                       | União das Armações Baleeiras de S. Miguel, Lda.       | |                                                                     |                                                       |                                                       |
| MARIA TERESA                                          | PD-168-B                                              | União das Armações Baleeiras de São Miguel, Lda.      | Construída em 1933. Pertencia à Armação Baleeira Espírito Santo, Lda. |                                                                     |                                                       |                                                       |
| BALEEIRO                                              |                                                       | União das Armações Baleeiras de São Miguel, Lda.      | |                                                                     |                                                       |                                                       |
| CACHALOTE                                             |                                                       | União das Armações Baleeiras de São Miguel, Lda.      | |                                                                     |                                                       |                                                       |
| CETÁCEO                                               |                                                       | União das Armações Baleeiras de São Miguel, Lda.      | |                                                                     |                                                       |                                                       |
| JOSÉ ERNESTO                                          |                                                       | União das Armações Baleeiras de São Miguel, Lda.      | |                                                                     |                                                       |                                                       |
| ILHA TERCEIRA                                         |                                                       |                                                       | |                                                                     |                                                       |                                                       |
| Concelho de Angra do Heroísmo                         |                                                       |                                                       | |                                                                     |                                                       |                                                       |
| Nome                                                  | Matrícula                                             | Armador                                               | História | Proprietário atual                                                  | Fotografia                                            |                                                       |
| ESTRELA AÇORIANA                                      | AH-232-B                                              | Armação Baleeira Terceirense, Lda.                    | Construída em 1942, pelo Mestre Manuel Joaquim de Melo, em Santo Amaro do Pico. Comp:11,84m; boca 2,63m; pontal 1,26m, motor 160HP. Recuperada. CLASSIFICADO | Pertence actualmente à Junta de Freguesia de São Mateus da Calheta  |                                                       |                                                       |
| MILHAFRE                                              | AH-400-B                                              | Armação Baleeira Terceirense, Lda.                    | Comp. 9,25m; boca 2,26m; pontal 1,18 m, motor 100 HP |                                                                     |                                                       |                                                       |
| MARTA ADRIANA                                         | AH-222-B                                              | Armação Baleeira Terceirense, Lda.                    | Comp: 11,10m; boca 2,10m; pontal 1,10m; motor 84 HP |                                                                     |                                                       |                                                       |
| ILHA GRACIOSA                                         |                                                       |                                                       | |                                                                     |                                                       |                                                       |
| Freguesia de Santa Cruz da Graciosa                   |                                                       |                                                       | |                                                                     |                                                       |                                                       |
| Nome                                                  | Matrícula                                             | Armador                                               | História | Proprietário atual                                                  | Fotografia                                            |                                                       |
| ESTEFÂNIA CORREIA                                     | SG-85-B                                               | Companhia Baleeira da Graciosa, Lda.                  | Construída pelo Mestre Gambão nas Velas em São Jorge. Substituiu a lancha Graciosa; Motor a diesel. O seu nome era o nome da mãe do sócio gerente da Companhia Baleeira Graciosa, Augusto Correia da Silva. Muito provavelmente filho de João Correia da Silva. Esteve ligada ao transporte de doentes e grávidas para a Terceira. Foi recuperada no âmbito do projecto Baleiaçor. A recuperação da lancha foi assegurada pelo mestre José Costa, calafate natural de Vila do Conde. CLASSIFICADO | Pertence actualmente ao Clube Naval da Ilha Graciosa.               |                                                       |                                                       |
| GRACIOSA                                              |                                                       | Companhia Baleeira da Graciosa, Lda.                  | Dimensões reduzidas e de poço aberto para a parte da ré. Tinha uma pequena casa para a parte da proa. Motor com fraca potência, alimentado a gasolina. Mestres: Filipe da Cunha Pereira (Filipe Baja); Manuel Cortês (motorista). Pertencia à Companhia Baleeira Graciosa. Foi abatida no fim da década de 30. |                                                                     |                                                       |                                                       |
| Freguesia de São Mateus                               |                                                       |                                                       | |                                                                     |                                                       |                                                       |
| Nome                                                  | Matrícula                                             | Armador                                               | História | Proprietário atual                                                  | Fotografia                                            |                                                       |
| ILHA BRANCA                                           | SG-117-B                                              | Companhia Baleeira da Graciosa, Lda.                  | Construída em 1949, pelo Mestre José Costa, em Santo Amaro do Pico. Das Reunidas do Cais do Pico |                                                                     |                                                       |                                                       |
| CARAPACHO                                             | SG-143-B                                              | Cristóvão da Mota Soares                              | Inicialmente chamava-se MARTA ADRIANA. Construída em 1946, pelo Mestre Manuel Joaquim de Melo, em Santo Amaro do Pico, Abalroado por uma baleia. |                                                                     |                                                       |                                                       |
| ROSA MARIA                                            |                                                       | Cristóvão da Mota Soares                              | Construída em 1947 ?, motor 225HP gasolina KERMATH. |                                                                     |                                                       |                                                       |
| ILHA DE SÃO JORGE                                     |                                                       |                                                       | |                                                                     |                                                       |                                                       |
| Freguesia das Velas                                   |                                                       |                                                       | |                                                                     |                                                       |                                                       |
| Nome                                                  | Matrícula                                             | Armador                                               | história | Proprietário atual                                                  | Fotografia                                            |                                                       |
| NOSSA SENHORA DE FÁTIMA                               |                                                       |                                                       | Foi construída pelo Mestre Manuel Maria Gambão, nas Velas de S.Jorge. Está restaurada. |                                                                     |                                                       |                                                       |
| SENHORA DE FÁTIMA                                     | LP-74-B                                               | Empresa Industrial de Pescarias Velense, Lda.         | Recuperada. CLASSIFICADO | Pertence ao Clube Naval das Velas.                                  |                                                       |                                                       |
| BORBOLETA                                             |                                                       | Armação Baleeira "Maria Lucinda"                      | Construída em 1941, pelo Mestre Manuel José da Silveira, conhecido por Mestre Janeiro, no Cais do Pico. |                                                                     |                                                       |                                                       |
| Freguesia do Topo                                     |                                                       |                                                       | |                                                                     |                                                       |                                                       |
| Nome                                                  | Matrícula                                             | Armador                                               | História | Proprietário atual                                                  | Fotografia                                            |                                                       |
| SENHORA DA BOA HORA                                   |                                                       | Serafina Bettencourt                                  | |                                                                     |                                                       |                                                       |
| ILHA DO PICO                                          |                                                       |                                                       | |                                                                     |                                                       |                                                       |
| Freguesia da Calheta de Nesquim                       |                                                       |                                                       | |                                                                     |                                                       |                                                       |
| Nome                                                  | Matrícula                                             | Armador                                               | História | Proprietário atual                                                  | Fotografia                                            |                                                       |
| MARIA DE FÁTIMA                                       | LP-71-B                                               | Atlântida Calhetense, Lda.                            | Construída em 1935, pelo Mestre Manuel José da Silveira, conhecido por Mestre Janeiro. |                                                                     |                                                       |                                                       |
| MEDINA                                                | LP-62-B                                               | Aliança Calhetense, Lda.                              | Construída em 1950, pelo Mestre José Costa, em Santo Amaro do Pico. | Pertence à Junta de Freguesia da Calheta de Nesquim.                |                                                       |                                                       |
| MARIA                                                 |                                                       | Atlântida Calhetense, Lda.                            | Foi a primeira lancha a existir no concelho das Lajes do Pico, construída pelo Mestre Machado Oliveira que tinha um estaleiro na Aguada, nas Ribeiras. |                                                                     |                                                       |                                                       |
| MARIA DA FONTE                                        | LP-57-B                                               | Aliança Calhetense, Lda.                              | |                                                                     |                                                       |                                                       |
| Freguesia das Lajes do Pico                           |                                                       |                                                       | |                                                                     |                                                       |                                                       |
| Nome                                                  | Matrícula                                             | Armador                                               | História | Proprietário atual                                                  | Fotografia                                            |                                                       |
| CIGANA                                                | LP-60-B                                               | Felicidade Lajense                                    | Lajes do Pico.Foi construída pelo Mestre Manuel Maria Gambão, nas Velas de S.Jorge. Está restaurada. CLASSIFICADO | pertence ao Clube Náutico das Lajes do Pico.                        |                                                       |                                                       |
| MARGARIDA                                             | LP-56-B                                               | União Lajense, Lda.                                   | Construída em 1921, pelo Mestre António dos Santos Fonseca, nas Lajes do Pico. |                                                                     |                                                       |                                                       |
| ALIANÇA                                               | LP-54-B                                               | Nova Sociedade Lajense, Lda.                          | Construída em 1935, pelo Mestre António Fonseca, nas Lajes do Pico. |                                                                     |                                                       |                                                       |
| ROSA MARIA                                            | LP-70-B                                               | Joaquim José Machado                                  | Construída em 1953, pelo Mestre Francisco Joaquim Machado, nas Lajes do Pico, e pertenceu à armação de Cristóvão da Mota Soares. Está restaurada. CLASSIFICADO | Cedida pelo Governo dos Açores ao Clube Náutico das Lajes do Pico.  |                                                       |                                                       |
| ZÉLIA                                                 | LP-55-B                                               | Joaquim José Machado                                  | |                                                                     |                                                       |                                                       |
| Freguesia de São Roque do Pico                        |                                                       |                                                       | |                                                                     |                                                       |                                                       |
| Nome                                                  | Matrícula                                             | Armador                                               | História | Proprietário atual                                                  | Fotografia                                            |                                                       |
| MAROTA                                                | SR-34-B                                               | Armações Baleeiras Reunidas, Lda.                     | Construída em 1938, pelo Mestre Manuel José da Silveira, conhecido por Mestre Janeiro, em São Roque, no sítio da Furna. Caraterísticas (1956): Dimensões: Comp.- 10,80; Boca - 2,10; Pontal-1,05. Tonelagem bruta:5,230; tonelagem líquida: 3,180. Motor marca Gray Marine 165 HP. Velocidade máxima 18 milhas. Combustível a gasóleo, consumo 180gr CV/H. Aparelho TSF: marca ZENITH. |                                                                     |                                                       |                                                       |
| CACHALOTE                                             | SR-56-TL                                              | Armações Baleeiras Reunidas, Lda.                     | Rebocador construído em 1944, em São Roque. Caraterísticas (1956): Dimensões: Comp.- 18,36; Boca - 4,11; Pontal-2,13. Tonelagem bruta:37,642; tonelagem líquida: 28,858. Motor marca Deutz 110HP. Velocidade máxima 8 milhas. Combustível a gasóleo, consumo 200gr CV/H. Aparelho TSF: marca ZENITH. |                                                                     |                                                       |                                                       |
| LADINA                                                | SR-36-B                                               | Armações Baleeiras Reunidas, Lda.                     | Construída em 1948, em São Roque.Caraterísticas (1956): Dimensões: Comp.- 11,00; Boca - 2,25; Pontal-1,08. Tonelagem bruta:4,213; tonelagem líquida: 3,303. Motor marca Kermath 200HP. Velocidade máxima 18 milhas. Combustível a gasóleo, consumo 200gr CV/H. Aparelho TSF: marca ZENITH. |                                                                     |                                                       |                                                       |
| JOSÉ ALEXANDRE                                        | SG-160-B                                              | Armação Baleeira "Maria Lucinda"                      | Construída em 1954, pelo Mestre Manuel José da Silveira, conhecido por Mestre Janeiro, no Cais do Pico. De José Cristiano de Sousa. Lancha para uso pessoal da família. Foi para a Graciosa para substituir a lancha Carapacho. Foi melhorada pelo calafate José da Ponta. Foi transferida para o Pico. Foi restaurada (H-41-EST). CLASSIFICADO | Pertence ao Clube Naval de São Roque do Pico.                       |                                                       |                                                       |
| PICAROTA                                              | SR-50-TL                                              | Armações Baleeiras Reunidas, Lda.                     | Construída em 1941, em São Roque pelo mestre Manuel Joaquim de Melo de Santo Amaro do Pico. Caraterísticas (1956): Dimensões: Comp.- 11,80; Boca - 2,55; Pontal-1,33. Tonelagem bruta:9,835. Motor marca Gray Marine 165 HP. Velocidade máxima 15 milhas. Combustível a gasóleo, consumo 180gr CV/H. Aparelho TSF: marca ZENITH. |                                                                     |                                                       |                                                       |
| GAROTA                                                | SR-37-B                                               | Armações Baleeiras Reunidas, Lda.                     | Construída em 1953, pelo Mestre José Costa, em Santo Amaro do Pico. CLASSIFICADO. | Foi restaurada.Pertence ao Clube Naval de São Roque do Pico.        |                                                       |                                                       |
| Freguesia de Santa Cruz das Ribeiras                  |                                                       |                                                       | |                                                                     |                                                       |                                                       |
| Nome                                                  | Matrícula                                             | Armador                                               | História | Proprietário atual                                                  | Fotografia                                            |                                                       |
| AÇORIANA                                              | LP-73-B                                               | Sociedade Baleeira das Ribeiras, Lda.                 | Lajes do Pico. Foi construída pelo Mestre Manuel Maria Gambão, nas Velas de S.Jorge, em 1947. Está restaurada. CLASSIFICADO | pertence à Junta de Freguesia das Ribeiras.                         |                                                       |                                                       |
| RIBEIRAS                                              | LP-68-B                                               | Sociedade Baleeira das Ribeiras, Lda.                 | Construída em 1932, pelo Mestre António Fonseca, nas Lajes do Pico. |                                                                     |                                                       |                                                       |
| AIDA                                                  |                                                       | Sociedade Baleeira das Ribeiras, Lda.                 | |                                                                     |                                                       |                                                       |
| MARIA MEDINA                                          |                                                       | Sociedade Baleeira das Ribeiras, Lda.                 | |                                                                     |                                                       |                                                       |
| Freguesia de São Mateus                               |                                                       |                                                       | |                                                                     |                                                       |                                                       |
| Nome                                                  | Matrícula                                             | Armador                                               | História | Proprietário atual                                                  | Fotografia                                            |                                                       |
| HORIZONTE                                             |                                                       | Sociedade Baleeira de São Mateus, Lda.                | Construída em 1936, pelo Mestre Manuel José da Silveira, conhecido por Mestre Janeiro, no Cais do Pico |                                                                     |                                                       |                                                       |
| ESPARTEL                                              | LP-64-B                                               | Sociedade Baleeira de São Mateus, Lda.                | Construída em 1948, pelo Mestre José Costa, em Santo Amaro do Pico. CLASSIFICADO | Pertence actualmente à Junta de Freguesia de São Mateus (Madalena). |                                                       |                                                       |
| ATLÂNTIDA                                             |                                                       | Sociedade Baleeira de São Mateus, Lda.                | |                                                                     |                                                       |                                                       |
| ILHA DO FAIAL                                         |                                                       |                                                       | |                                                                     |                                                       |                                                       |
| Freguesia da Horta                                    |                                                       |                                                       | |                                                                     |                                                       |                                                       |
| Nome                                                  | Matrícula                                             | Armador                                               | História | Proprietário atual                                                  | Fotografia                                            |                                                       |
| MARIA JOSÉ                                            |                                                       |                                                       | Foi construída no ano de 1935 em Santo Amaro, ilha do Pico, por Manuel A. Furtado de Simas, para o Estado Português, pertencendo então ao Ministério das Finanças, que a utilizava ao serviço da Alfandega do Porto da Horta. |                                                                     |                                                       |                                                       |
| LILIANA                                               | H-12-TL                                               | Reis & Martins, Lda.                                  | Foi registada em 1939. Foi construída nas Lajes do Pico. (Dimensões de sinal: comp.-11,60m; boca: 2,17 m; pontal: 0,95m; tonelagem bruta: 5,98). Em Setembro de 1941 foi alugada à Capitania do Porto da Horta. |                                                                     |                                                       |                                                       |
| CETÁCEO                                               | H-18-B                                                | Reis & Martins, Lda.                                  | Foi construída em 1948 pelo Mestre Manuel Joaquim de Melo, em Santo Amaro do Pico. Dimensões de sinal: comp.-14,56m; boca: 3,38 m; pontal: 1,70m; tonelagem bruta: 19,420 e líquida 3,011. Embarcação com motor da marca "Sterling - Viking - Diesel de 170 HP. Em 1951 foi-lhe instalado um equipamento de radiotelefonia General Electric MS-I-A, a frequência a usar seria 2118 Kc/s e foi-lhe atribuído o indicativo de chamada CSZN. Hoje está ao serviço da Junta Autónoma do Porto da Horta com outra figuração. (Stentor RTS 6/MC - antigo radiotelefone??) |                                                                     |                                                       |                                                       |
| ISOLDA                                                | H-19-B                                                | Reis & Martins, Lda.                                  | Construída, em 1943, pelo Mestre Manuel Maria Gambão, nas Velas de S.Jorge. Em 1945, foi transferida da firma Reis & Mendonça, em S.Jorge, para a Reis & Martins, no Faial. Em 1948 tinha a matrícula H-36-TL. Nesta data foi-lhe substituído o motor marítimo por um da marca Re-Wing com a potência 58/90HP e de 800/3000 rotações por minuto, tendo sido requerido à Capitania a devida autorização para proceder a essa substituição. Foi registada na Capitania do Porto da Horta a 27 de Junho de 1952, com as dimensões de sinal: comp.-10,92m; boca: 2,15 m; pontal: 1,03m; tonelagem bruta: 60,45 e com um motor Penta-Diesel 140 HP 1800 r.p.m. A 12 de Dezembro de 1952, sofreu um acidente, juntamente com o bote Senhora Santana, tendo sido abalroadas por um cachalote que as quebrou, não tendo havido desastres pessoais. Encontra-se actualmente nos Armazéns da Reis & Martins, Lda. CLASSIFICADO |                                                                     |                                                       |                                                       |
| MARIA DA CONCEIÇÃO                                    | H-20-B                                                | Reis & Martins, Lda.                                  | Construída em 1943, pelo Mestre Manuel Gambão, das Velas. Foi registada na Capitania do Porto da Horta a 9 de Junho de 1945, sendo propriedade da Reis & Martins, Lda. Tinha as seguintes dimensões de sinal: comp.-9,68m; boca: 1,85 m; pontal: 0,91 m; tonelagem 4,074 Ton. e com um Motor Packard de 30 HP. Em 1946 e 1947, estacionou no Porto do Comprido juntamente com as lanchas Liliana, Walkíria e Isolda, todas da Reis & Martins, Lda. Foi vistoriada pela Capitania do Porto da Horta até 1974. Adquirida por José Soares das Ribeiras do Pico. CLASSIFICADA |                                                                     |                                                       |                                                       |
| CAFRE                                                 | H-22-B                                                | Companhia Baleeira Faialense, Lda.                    | Propriedade da Companhia Baleeira Faialense,Lda. Registada a 24 de Junho de 1953 (dimensões de sinal: comp.2,92; Boca: 1,15; pontal: 0,30 e com ton.bruta: 0,274). Em 1953 substitui o radiotelefone GE modelo M-1, e instala a aparelhagem radiotelefónica da marca SKIPPER modelo SKIP 10, com o número 511318 da potência de 10 Watts, possuindo, tanto no emissor como no receptor quatro canais com cristais sintonizados respectivamente para 1714, 2118, 2118 KC e em vago possuindo também o receptor uma banda contínua que abrange as frequências entre 1600 KC e 3800 (Cx.02.Doc.32). Em 1954 era constituída por um motor Sterling - diesel de 170 HP. Em 1967, em doc. da Capitania tem a data de registo de 18 de Maio de 1951, e as dimensões de sinal: comp.13,25; Boca: 3m; pontal: 1,20 e com ton.bruta: 12,715.Construída em Santo Amaro do Pico. Actualmente pertence à Capitania do Porto da Horta. |                                                                     |                                                       |                                                       |
| MARIA LUÍSA                                           | H-31-TL                                               | Companhia Baleeira Faialense,Lda                      | Construída a 8 de Agosto de1947. Comprimento: 11,95; boca:2,55, pontal: 1,05; ton. Bruta: 7,99. Foi vendida para a Graciosa, e com um mau tempo a amarração do porto largou e acabou por se partir.(Patrão Manuel) |                                                                     |                                                       |                                                       |
| ORION                                                 | H-213-TL                                              | Companhia Baleeira Faialense, Lda.                    | Propriedade da Companhia Baleeira Faialense,Lda. Construída a 19 de Agosto de 1926 (?) , pelo Mestre Guilherme Lemos, no Faial. Comprimento:11,05; boca:2,5; pontal: 1,45;ton.bruta: 8,45 e líquida 7,06. Em 1953 é instalada a aparelhagem radiotelefónica GE - modelo M-1, que estava a fucionar na lancha CAFRE. Em 1954 possuía um motor da marca Redwing 82034 - 100 - 125 HP - 6 cilindros. Fundo em V (Patrão Manuel). Em 1965 foi reparada, não estando por isso assegurada. |                                                                     |                                                       |                                                       |
| MARIA MANUELA                                         | LP-75-B                                               | Armação Baleeira "Maria Lucinda"                      | Construída em 1936, pelo Mestre Manuel José da Silveira, conhecido por Mestre Janeiro, no Cais do Pico, no sitio da Furna. Foi mandada construir pelo Sr. José Cristiano. Mede 12m de comprimento, boca 2.60m e pontal 1.27m. A tonelagem de arqueação bruta é de 6.7723 TM, o seu primeiro motor foi um Gray de 160 H.P. e atingia a velocidade de aproximadamente 14 nós e o seu último motor foi um GM Diesel de 205 H.P. Quanto ao nome, José Cristiano utilizou o nome da sua primeira filha, ficando assim a lancha a denominar-se: "Maria Manuela".Depois da sua construção foi matriculada na Capitania da Horta, com a matrícula H-1-B (primeira lancha a ser registada neste porto). Por volta de 1950 foi registada no porto de Velas, com matrícula VE-78-B, onde exerceu a sua actividade durante muitos anos. E finalmente teve a sua matrícula na Delegação Marítima das Lajes do Pico: LP-75-B. Para além do porto de Velas, prestou apoio aos botes estacionados no porto do Comprido, na Calheta de Nesquim e finalmente no Porto Pim, onde acaba a sua actividade com o Mestre António José “Faidoca”. Iniciou-se em Julho de 2001, o restauro da lancha: "Maria Manuela". Os trabalhos iniciaram-se nos estaleiros navais de Santo Amaro do Pico. O plano geométrico que serviu de base ao restauro foi retirado do que ainda restava da lancha "Maria Manuela", isto no que respeita ao casco. Quanto ao convés, casa e poço, o restauro foi baseado em fotografias da época da sua construção. As cores originais também foram mantidas, graças à informação de baleeiros da altura do seu lançamento à água. CLASSIFICADO |                                                                     |                                                       |                                                       |
| WALQUÍRIA                                             | H-21-B                                                | Reis & Martins, Lda.                                  | Foi mandada construir pelos proprietários da Armação Baleeira Reis & Mendonça. Propriedade da Reis & Martins, Lda., um consórcio marítimo entre Francisco Marcelino dos Reis e do Prof. Rui de Mendonça, nas Velas em São Jorge. O projecto foi da autoria do construtor naval, Manuel Inácio Nunes, natural de Santo Amaro do Pico e com gabinete de projectos e estaleiro em Sacramento (Califórnia - USA). Foi construída em 1937 pelos famosos irmãos José e Manuel Gambão, naturais das Velas e que eram especialistas nas artes da madeira. Foi registada na Delegação Marítima das Velas a 14 de Março de 1938, com a matrícula n.º V - 201 TL, com o nome de Walkíria, nome escolhido pelo Prof. Rui de Mendonça, amante de música clássica e em especial de Wagner. Destinava-se ao tréfego local e como auxiliar da caça à baleia. Tratava-se de um Scripps de 143 HP a gasolina (60L./hora) que apesar de a fazer atingir, nessa época, a boa velocidade de 15 nós, a tornava economicamente pouco interessante. No mesmo ano de 1938 foi vendida por 62 contos de réis a Francisco Marcelino do Reis e transferida para a Horta, ficando a fazer o mesmo trabalho e fazendo transportar até 21 passageiros, com bom tempo. Em 1946 foi adquirida pelo mesmo valor, pela firma Reis & Martins e passou a ter a matrícula H-10-TL, destinando-se ao tráfego local no porto da Horta e mais tarde em 1949, à caça da baleia. Em 1952 foi requerida a substituição do motor por um novo de 250 HP e 2500rpm, da marca Erling. Em 1955 foi-lhe instalado um aparelho de radiotelefonia com indicativo CS4E e deram-lhe nova matrícula H-21-B, que se tem mantido até hoje. Em 1979 usava a radiotelefonia PYE DOLPHIN PTC-110, e em 1977 a SAIT-UF 110. Com o fim da caça à baleia ficou em doca seca até o Governo Regional dos Açores apoiar financeiramente a sua reconstrução, adquirindo-a a Câmara Municipal da Horta que a cedeu ao Clube Naval da Horta. O trabalho de recuperação deve-se ao Mestre Monteiro, mestre nas artes de carpintaria naval, que num estaleiro da Piedade do Pico, durante 5 meses, rejuvenesceu a "Rainha das Lanchas". Está no Clube Naval da Horta desde 2005. Foi vendida ao Município da Horta pelo valor de 12.500€ (+iva 14.125€) Em 1948, com a matrícula H-10-Tl, foi-lhe atribuído o indicativo de chamada radiotelegrafico CSUE. CLASSIFICADO | Clube Naval da Horta                                                |                                                       |                                                       |
| ILHA DAS FLORES                                       |                                                       |                                                       | |                                                                     |                                                       |                                                       |
| Freguesia de Santa Cruz                               |                                                       |                                                       | |                                                                     |                                                       |                                                       |
| Nome                                                  | Matrícula                                             | Armador                                               | História | Proprietário atual                                                  | Fotografia                                            |                                                       |
| SALOMÉ                                                | SF-23-B                                               | União das Armações Baleeiras das Flores e Corvo, Lda. | Propriedade da Reis & Flores, Lda. Foi construída nas Flores. Em 1956 estava registada no nome de União das Armações Baleeiras das Flores e Corvo, Lda. (constituída em 1955). A União das Armações Baleeiras das Flores e Corvo aglomerava as 3 armações existentes: Reis & Flores; António Caetano de Serpa e Maurício António de Fraga) |                                                                     |                                                       |                                                       |
| LÍVIA                                                 |                                                       | Reis & Flores, Lda                                    | |                                                                     |                                                       |                                                       |
| OLÍMPIA                                               |                                                       | União das Armações Baleeiras das Flores e Corvo, Lda. | Características em 1945 - Comp: 9m; boca: 2m; pontal: 0,98m; Tonelagem: 4,233 T; Pertencia a Francisco Marcelino dos Reis e operava em São Jorge pela armação Reis & Mendonça. Em Maio de 1945, Francisco Marcelino dos Reis vendeu-a para a Reis & Flores, Lda com sede em Sant Cruz das Flores. Vendeu-a por 10.000$00, transferindo para aquela armação a posse e direito de acção sobre a lancha. Em 1956 estava registada no nome de União das Armações Baleeiras das Flores e Corvo, Lda., constituída em 1955 e que aglomerava as 3 armações existentes: Reis & Flores; António Caetano de Serpa e Maurício António de Fraga. |                                                                     |                                                       |                                                       |
| RUTH                                                  |                                                       |                                                       | Foi destruída num incêndio em Julho de 1946 |                                                                     |                                                       |                                                       |
| MARIA ANTÓNIA                                         |                                                       | União das Armações Baleeiras das Flores e Corvo, Lda. | Construída nas Flores. Em 1956 estava registada no nome de União das Armações Baleeiras das Flores e Corvo, Lda. (constituída em 1955). A União das Armações Baleeiras das Flores e Corvo aglomerava as 3 armações existentes: Reis & Flores; António Caetano de Serpa e Maurício António de Fraga) |                                                                     |                                                       |                                                       |
| MARIA PALMIRA                                         |                                                       | União das Armações Baleeiras das Flores e Corvo, Lda. | Construída nas Flores. Em 1956 estava registada no nome de União das Armações Baleeiras das Flores e Corvo, Lda. (constituída em 1955). A União das Armações Baleeiras das Flores e Corvo aglomerava as 3 armações existentes: Reis & Flores; António Caetano de Serpa e Maurício António de Fraga) |                                                                     |                                                       |                                                       |
| SENHORA DAS VICTÓRIAS                                 |                                                       |                                                       | Também conhecida por Francesa, porque anteriormente era salva-vidas de um bacalhoeiro francês naufragado nas costas da ilha.Pertencia a uma armação da Fazenda( Francisco Azevedo Nunes; António José Azevedo, António Jorge André de Freitas) |                                                                     |                                                       |                                                       |
| MARIA GENUÍNA                                         |                                                       | União das Armações Baleeiras das Flores e Corvo, Lda. | Foi matriculada em 1953 e era propriedade da armação Maurício António de Fraga, Lda.. Em 1956 estava registada no nome de União das Armações Baleeiras das Flores e Corvo, Lda. (constituída em 1955). A União das Armações Baleeiras das Flores e Corvo aglomerava as 3 armações existentes: Reis & Flores; António Caetano de Serpa e Maurício António de Fraga) |                                                                     |                                                       |                                                       |
| SANTA TEREZINHA                                       | LP-2-B                                                | União das Armações Baleeiras das Flores e Corvo, Lda. | Em 1956 estava registada no nome de União das Armações Baleeiras das Flores e Corvo, Lda. (constituída em 1955). A União das Armações Baleeiras das Flores e Corvo aglomerava as 3 armações existentes: Reis & Flores; António Caetano de Serpa e Maurício António de Fraga) |                                                                     |                                                       |                                                       |